# Let ČSA 511 (březen 1961)
Let Československých aerolinií číslo 511 je označení letu ze dne 28. března 1961, který se zřítil v nedaleko města Gräfenberg v Západním Německu. Při pádu letadla Iljušin Il-18 dopravce ČSA zemřelo 52 osob (44 pasažérů a 8 členů posádky).

## Průběh letu
Dráha letu směřovala z pražského ruzyňského letiště do švýcarského Curychu a dále pak s mezipřistáními v Rabatu, Dakaru a Conakry až do města Bamako v Mali. Letadlo odstartovalo z Prahy v 19.41 místního času a vystoupalo do výšky 6 000 metrů, v 20.09 pak letoun spadl na pole nedaleko obce Gräfenberg, 22 kilometrů od Norimberku.